# Puente 516 Arouca
El puente 516 Arouca es el puente peatonal suspendido más largo del mundo, con 516 m de extensión, localizado en el municipio de Arouca (municipio del Gran Área Metropolitana de Oporto, de la Región del Norte, distrito de Aveiro), en Portugal. Su nombre hace referencia a su extensión en metros (516) y al municipio donde está localizado (Arouca).
El puente atraviesa el río Paiva y por 16 m superó al llamado Europaweg o puente Charles Kuonen, inaugurado el 29 de julio de 2017, que tiene una extensión de 500 m y que conecta las localidades de Grächen y Zermatt, en Suiza.
El puente abrió el 29 de abril de 2021 para los residentes en el municipio y el 3 de mayo de 2021 para el público en general, siempre mediante adquisición previa del pasaje por internet.

## Características técnicas
El puente 516 Arouca posee las siguientes características:
- Vano: 516 m
- Altura en relación con el río Paiva: 175 m
- Ancho de gradil: 4 m
- Pavimento: parrilla metálica tipo "gradil"
- Anchura: 1,20 m
- Altura de la torre: 35,5 m
- Anchura de la torre: 32 m
- Material: cabos de acero
- Inversión: 1 800 000,00  €

## Acceso
Al puente se puede acceder por los dos márgenes del río del río Paiva. Por el margen izquierdo (lado suroeste) se llega desde los denominados pasadizos del Paiva, desde cualquiera de sus extremos, bien entrando desde la praia fluvial de Areinho y tras recorrer 1.300 metros de escaleras hacia arriba o bien desde el puente de Espiunca después de aproximadamente 7,5 km. En estos casos se atraviesa el puente en los dos sentidos y luego se vuelve al recorrido de las pasarelas. 
También se puede acceder al puente por el margen derecho (noreste) al que se llega desde el pueblo de Alvarenga y tras recorrer aproximadamente un sendero sin pendiente de aproximadamente un km. En este caso se puede optar por recorrer en los dos sentidos el puente o incorporarte a los pasadizos en ese punto lo que evita el tramo más empinado de la travesía del río.